# São Vicente (Guarda)
São Vicente (oficialmente, Guarda (São Vicente)) foi uma freguesia portuguesa do Município da Guarda, com 11,81 km² de área e 11 679 habitantes (2011). Densidade: 988,9 hab/km².
Era uma das poucas freguesias portuguesas territorialmente descontínuas, consistindo em duas partes de extensão muito diferente: a parte principal (concentrando 90% do território da antiga freguesia) e um pequeno exclave (o lugar da Quinta dos Coviais de Baixo) a leste, separado do corpo principal pela antiga freguesia da Sé.
Foi extinta (agregada) pela reorganização administrativa de 2012/2013, sendo o seu território integrado na nova Freguesia da Guarda, territorialmente contínua.

## População
★ Pela Lei nº 93/85 de 4 Outubro, foi criada no concelho da Guarda a Freguesia de São Miguel da Guarda, com lugares desanexados das freguesias da Sé e de São Vicente.

| Totais e grupos etários | Totais e grupos etários | Totais e grupos etários | Totais e grupos etários | Totais e grupos etários | Totais e grupos etários | Totais e grupos etários | Totais e grupos etários | Totais e grupos etários | Totais e grupos etários | Totais e grupos etários | Totais e grupos etários | Totais e grupos etários | Totais e grupos etários | Totais e grupos etários | Totais e grupos etários |
| ----------------------- | ----------------------- | ----------------------- | ----------------------- | ----------------------- | ----------------------- | ----------------------- | ----------------------- | ----------------------- | ----------------------- | ----------------------- | ----------------------- | ----------------------- | ----------------------- | ----------------------- | ----------------------- |
|                         | 1864                    | 1878                    | 1890                    | 1900                    | 1911                    | 1920                    | 1930                    | 1940                    | 1950                    | 1960                    | 1970                    | 1981                    | 1991                    | 2001                    | 2011                    |
| Total                   | 1198                    | 1491                    | 2017                    | 2085                    | 2599                    | 2761                    | 3086                    | 3585                    | 4171                    | 4455                    | 2950                    | 8290                    | 8426                    | 11514                   | 11679                   |

| 0-14 anos    | 15-24 anos   | 25-64 anos   | 65 e + anos  |
| 1958 \| 1833 | 1764 \| 1213 | 6569 \| 6928 | 1223 \| 1705 |
| -6%          | -31%         | +5%          | +39%         |

## Património
- Edifício na Rua Francisco dos Passos n.ºs 15 a 19 (antiga Rua Direita)
- Edifício na Rua Francisco dos Passos n.ºs 26 a 28 (antiga Rua Direita)
- Edifício na Rua de D. Sancho I e Largo do Paço do Bio
- Edifício no Largo da Igreja de São Vicente[6]
- Prédio na Rua D. Sancho I, n.ºs 15 a 17
- Janela manuelina no prédio n.ºs 41 a 45 da Rua Francisco dos Passos (antiga Rua Direita) ou Janela renascença da Rua Direita
- Capela de Nossa Senhora do Mileu
- Estação Arqueológica da Póvoa de Mileu[7]
- Chafariz da Dorna[8]
- Edifício na Rua de D. Sancho, n.ºs 9 a 13
- Igreja de São Vicente[9]
- Casa do Alpendre[10]